# Kazuya Igarashi
Kazuya Igarashi (五十嵐 和也 Igarashi Kazuya?,  nacido el 25 de octubre de 1965 en Iwate) es un exfutbolista japonés. Jugaba de defensa y su último club fue el Yokogawa Electric de Japón.

## Trayectoria

### Clubes
| Club                | País  | Año       |
| ------------------- | ----- | --------- |
| JEF United Ichihara | Japón | 1984-1996 |
| Yokogawa Electric   | Japón | 1997-2000 |

## Palmarés

### Títulos nacionales
| Título                   | Club              | País  | Año       |
| ------------------------ | ----------------- | ----- | --------- |
| Japan Soccer League      | Furukawa Electric | Japón | 1985-1986 |
| Copa Japan Soccer League | Furukawa Electric | Japón | 1986      |